# Флинт (стекло)
Флинт (от англ. flint — кремень), или флинтглас (от нем. Flintglas) — тип бесцветных оптических стёкол, отличающихся малыми (менее 50) значениями коэффициента средней дисперсии (т.е. с большой дисперсией, т.к. чем меньше коэффициент дисперсии, тем больше дисперсия), называемого также числом Аббе. Такие стёкла с относительно малыми показателями преломления называют лёгкими флинтами, а с большими — тяжёлыми. В советской конструкторской документации разные сорта стекла флинтглас обозначались буквами: КФ — крон-флинт; БФ — баритовый флинт; ТБФ — тяжёлый баритовый флинт; ЛФ — лёгкий флинт; Ф — флинт; ТФ — тяжёлый флинт; ОФ — особый флинт.

## Состав
Оптические стёкла, получаемые на основе использования кремнезёма и оксидов свинца, известны с XVII века. В Англии их получали путём варки в горшках без перемешивания стекломассы.
В состав большей части флинтов входит оксид свинца PbO. Силикатные флинты обычно кроме SiO2 и PbO содержат только щелочные окислы, при этом содержание PbO может достигать 70 мол. %, что приблизительно равно 90 мас. %.
Основой выпускаемых в настоящее время оптических стёкол типа флинтов (Ф) и тяжёлых флинтов (ТФ) также является тройная система из окислов кремния, свинца и калия, а некоторые марки флинтов содержат двуокись титана.
Как и баритовые кроны, баритовые (БФ) и особые флинты (ОФ), а также кронфлинты (КФ) могут содержать окись цинка и окись сурьмы. В состав боросиликатных флинтов типа ТБФ входят окислы редкоземельных элементов. Показатель преломления современных флинтов может превосходить значение 1,9.

## Пример
| Оксид | Содержание, мол. % |
| ----- | ------------------ |
| SiO2  | 62                 |
| PbO   | 24                 |
| K2O   | 8                  |
| Na2O  | 6                  |